# Паннония (киностудия)
«Паннония» (венг. Pannónia Filmstúdió) — венгерская киностудия, занимается созданием мультипликационных фильмов.

## История
Студия «Паннония» основана в 1951 году как подразделение киностудии «Magyar Filmgyártó Nemzeti Vállalat». Студия стала независимой в 1957 году. Более, чем за три десятилетия было создано множество фильмов, а также мультсериалы. В 1990-х годах после смены политической системы в Венгрии студия потеряла монополию на создание мультфильмов, а венгерское телевидение прекратило финансировать производство сериалов. Несмотря на это, студия продолжает выпускать фильмы.
На студии работали такие известные мультипликаторы, как Аттила Даргаи, Йожеф Непп, Марцель Янкович, Бела Терновски и другие.

## Избранные фильмы
- Густав (мультсериал) / Gusztav (1964—1977), режиссёр Аттила Даргаи
- Витязь Янош (мультфильм) / János vitéz (1973), режиссёр Марцель Янкович
- Козёл да баран / Egy kecske és egy kos (1974), режиссёр Жолт Рихли
- Элек Мекк — мастер на все руки / Mekk Elek, az ezermester (1973),  режиссёр Иштван Имре
- Бегемот Гуго / Hugó, a víziló (1975), режиссёр Билл Фейгенбаум
- Сын белой лошади / Fehérlófia (1981), режиссёр Марцель Янкович
- Вук / Vuk (1981), режиссёр Аттила Даргаи
- Властелины времени / Az idő urai (1982), режиссёр Рене Лалу
- Черноснежка / Hófehér (1983), режиссёр Йожеф Непп
- Саффи (мультфильм) / Szaffi (1984), режиссёры Аттила Даргаи, Йожеф Непп
- Ловушка для кошек / Macskafogó (1986), режиссёр Бела Терновски
- Лесной капитан / Az erdő kapitánya (1988), режиссёр Аттила Даргаи
- Вилли-воробей / Vili, a veréb (1989), режиссёр Йожеф Гемеш
- Дракон и тапочка королевы / Sárkány és papucs (1989), режиссёр Тибор Хернади
- Принцесса и гоблин / A hercegnő és a kobold, (1991), режиссёр Йожеф Гемеш
- Новый братишка / A hetedik testvér (1995), режиссёр Аттила Даргаи